# East Kameng (huyện)
Huyện East Kameng là một huyện thuộc bang Arunachal Pradesh, Ấn Độ. Thủ phủ huyện East Kameng đóng ở Seppa. Huyện East Kameng có diện tích 4134 ki lô mét vuông. Đến thời điểm năm 2001, huyện East Kameng có dân số 57065 người.